# お後がよろしくって…よ!
「お後がよろしくって…よ!」（おあとがよろしくって…よ!）は、 極♨落女会のシングル。2012年8月15日にスターチャイルドから発売された。

## 概要
極♨落女会はテレビアニメ『じょしらく』に登場するメインキャラクター、蕪羅亭魔梨威（佐倉綾音）、波浪浮亭木胡桃（小岩井ことり）、防波亭手寅（山本希望）、空琉美遊亭丸京（南條愛乃）、暗落亭苦来（後藤沙緒里）によるユニットで、同アニメのオープニングテーマを担当している。ディスクジャケットには、キャラクターデザイナー田中将賀による、蕪羅亭魔梨威、波浪浮亭木胡桃、防波亭手寅、空琉美遊亭丸京、暗落亭苦来の描き下ろしイラストが印刷されている。

## チャート成績
2012年8月27日付のオリコン週間シングルチャートで20位を獲得。 オリコンデイリーチャートでは、8月18日付で最高位の12位を獲得した。
2012年8月27日付のBillboard JAPAN HOT 100で34位、Billboard JAPAN Hot Singles Salesで16位、Billboard Hot Animationで15位を獲得した。
2012年8月13日から8月19日調査分のサウンドスキャンの週間シングルCDソフトTOP20では13位、2012年7月21日放送分のCOUNT DOWN TV内のThis Week's TOP 100では37位を獲得した。

## 批評
CDジャーナルは、「畑亜貴ワールド全開のお茶目な詞と『らき☆すた』あたりのコミカルでカラフルな神前暁のポップ・サウンドとの相性は抜群」と評した。

## 収録曲
（全作詞：畑亜貴、作曲・編曲：神前暁）
1. お後がよろしくって…よ! [3:56][2]
テレビアニメ『じょしらく』オープニングテーマ
南條曰く「明るくてかわいい曲」だが、負のイメージの苦来も引き立っているという[3]。
2. れんあいこわい [4:17][2]
3. お後がよろしくって…よ! （off vocal ver）
4. れんあいこわい （off vocal ver）